# 大松達知
大松 達知（おおまつ たつはる、1970年12月30日 - ）は、日本の歌人。歌誌「コスモス」選者・編集委員・О先生賞選考委員。季刊同人誌「COCOON」編集・発行人。現代歌人協会理事。

## 人物
東京都文京区白山出身。上智大学外国語学部英語学科卒業。大学卒業後、私立海城中学高等学校の英語教員として勤務。芝高等学校在学中、奥村晃作・俵万智に影響を受けて、作歌を始める。1990年、歌誌「コスモス」入会。高野公彦と出会う。現在、選者・編集委員・O先生賞選考委員。1991年、同人誌「棧橋」参加（2014年終刊）。2014年、歌集『ゆりかごのうた』が第19回若山牧水賞を受賞。2016年、歌誌「COCOON」創刊し、発行人を務める。
現代歌人協会会員、朝日カルチャーセンター講師を務める。千葉ロッテマリーンズをこよなく愛する。神田上水の研究家の大松騏一は父。
奥村晃作の影響を受けた「ただごと歌」的なユーモアとかすかなペーソスある歌を得意とする。これまでは、言葉そのものの妙味や教員生活を描いた作品が多かったが、第4歌集『ゆりかごのうた』の後半部分では父親の目線から見た育児をテーマのひとつとし、「イクメン歌集」とも称された。生活の細部からの言葉をたよりに現代社会を鋭く穿つ作風で知られる。
2017年4月より1年間、Eテレ『NHK短歌』選者を担当。

## 年譜
- 1970年　東京都文京区白山に生まれる。実家の祖母はお茶の専門店を経営。
- 1986年　芝高等学校在学中に社会科教師だった奥村晃作と出会い、作歌を開始。
- 1989年　芝高等学校卒業。
- 1990年　上智大学外国語学部英語学科入学。「コスモス」短歌会入会。高野公彦、小島ゆかりと出会う。
- 1991年　「コスモス」の結社内同人誌である「棧橋」に参加。
- 1993年　米国ウィスコンシン州立大学マディソン校に1年間交換留学。
- 1995年　上智大学を卒業。
- 1995年　都内私立海城中学高校（男子校）に英語教員として勤務開始。
- 1995年8月「宮柊二・山西省の旅」に参加。
- 1997年　吉祥寺東町に転居。
- 1999年　中野区に転居。
- 2008年　歌誌「コスモス」選者となる。
- 2010年　砂子屋書房 web にて「一首鑑賞＊日々のクオリア」を1年間155回連載。
- 2014年　「桟橋」が30周年・120号を区切りに終刊。歌集『ゆりかごのうた』が第19回若山牧水賞を受賞。
- 2015年  「コスモス」内同人誌「COCOONの会」開始。発行人となる。
- 2015年 源実朝を偲ぶ仲秋の名月伊豆山歌会選者。
- 2015年〜2016年 NHK全国短歌大会選者（ジュニアの部）。
- 2017年度　Eテレ「NHK短歌」選者。
- 2017年11月　父・騏一逝去。
- 2017年度 NHK全国短歌大会選者。
- 2018年度 宮柊二記念館全国短歌大会選者。
- 2019年度 NHK全国短歌大会（ジュニアの部）選者。
- 2021年度より、共同通信社配信短歌時評「短歌はいま」を担当。
- 2021年度より、現代歌人協会理事（会報編集・イベント開催などを担当）。
- 2022年度　現代歌人協会全国短歌大会選者。
- 2023年　秋田魁新報主催全県短歌大会選者。
- 2023年　日本現代詩歌文学館主催・現代歌人の集い選者。
- 2024年　宮島短歌大会選者、千葉県短歌大会選者、杉並短歌連盟短歌大会選者。
- 2025年　現代歌人協会全国短歌大会選者。仙台文学館〈ことばの祭典〉選者。現代歌人協会公開講座（協会賞歌集を読む・田谷鋭『乳鏡』）を担当。現代短歌社〈BR賞〉選考委員。

## 受賞歴
- 1994年　桐の花賞受賞[1]
- 2003年　コスモス賞受賞[1]
- 2006年　コスモス評論賞受賞[1]（受賞対象は 2001年〜2011年まで、あしかけ10年間隔月で担当した時評欄）
- 2014年　『ゆりかごのうた』で第19回若山牧水賞受賞[1][8]

## 著書

### 歌集
- 『フリカティブ』（柊書房、2000年）東郷雄二「橄欖追放」参照。
- 『スクールナイト』（柊書房、2005年）
- 『アスタリスク』（六花書林、2009年）
- 『ゆりかごのうた』（六花書林 、2014年）「橄欖追放」 「閑中俳句日記」　「やさしい鮫日記」　「tankaful.net」 参照。
- 『ぶどうのことば』（短歌研究社、2017年）
- 『ばんじろう』（六花書林、2024年)(第59回迢空賞候補）齋藤美衣Instagram、貝澤駿一note、丸地卓也ブログ。高橋千恵note。松村正直ブログ。鈴木竹志ブログ。張飛ブログ。川本千栄note。りえおばさんのたんかメモ。

### 編集
- 『小島ゆかり　シリーズ牧水賞の歌人たち』伊藤一彦監修 永田淳・大松達知編（青磁社、2011年）

### 共著
- 小高賢編著『現代の歌人　140』（新書館、2009年）
- 山田航編著『桜前線開架宣言』（左右社、2015年）
- 『いまドキ語訳越中万葉』（北日本新聞社、2013年）
- 『トリビュート百人一首』（幻戯書房、2015年）
- 東直子・佐藤弓生・千葉聡編著『短歌タイムカプセル』（書肆侃侃房、2018年）

### その他
- 『香川ヒサ作品集』解説（柊書房、2005年）
- 『栗木京子作品集』解説（柊書房、2006年）
- 『名歌名句大事典』執筆（明治書院、2012年）
- 高野公彦『淡青』（文庫版）解説（現代短歌社、2014年）

## メディア出演
- NHK短歌（2017年度選者、第2週担当）（司会：剣幸、アシスタント：カン・ハンナ）ゲスト：4月篠田麻里子、5月里崎智也、6月藤本美貴、7月宮澤佐江、8月ホリ、9月柳原可奈子、10月はるな愛、11月厚切りジェイソン。12月福西崇史、1月カン・ハンナ、2月丸山桂里奈、3月岡井千聖。